# Драгинешти (Телеорман)
Драгинешти (рум. Drăghinești) насеље је у Румунији у округу Телеорман у општини Гратија. Oпштина се налази на надморској висини од 116 m.

## Становништво
Према подацима из 2002. године у насељу је живело 1116 становника.

### Попис2002.
| Расподела становништва по националности 2002.‍ | Расподела становништва по националности 2002.‍ | Расподела становништва по националности 2002.‍ | Расподела становништва по националности 2002.‍ | Расподела становништва по националности 2002.‍ |
| --------------------------------------------- | --------------------------------------------- | --------------------------------------------- | --------------------------------------------- | --------------------------------------------- |
|                                               |                                               |                                               |                                               |                                               |
| Румуни                                        | Румуни                                        |                                               | 1.105                                         | 99,0%                                         |
| Роми                                          | Роми                                          |                                               | 11                                            | 1,0%                                          |